# Escut de Foixà
L'escut oficial de Foixà té el següent blasonament:
Escut caironat de sable, un lleó d'argent: la bordura de gules amb vuit flors de lis d'or. Per timbre, una corona de comte.

## Història
Va ser aprovat el 7 de desembre del 2000 i publicat al DOGC el 27 del mateix mes amb el número 3292.
Foixà fou el centre d'una baronia (al segle xii); prop del castell, el 1395, el rei Joan I va morir per accident mentre caçava. El baró va rebre el títol de comte el 1866. Les armes són les dels barons (més tard comtes) de Foixà i porten la corona comtal.